# Shin Ultraman
Pour plus de détails, voir Fiche technique et Distribution.
Shin Ultraman (シン・ウルトラマン) est un film japonais réalisé par Shinji Higuchi, sorti en 2022.

## Fiche technique
Sauf indication contraire, les informations mentionnées dans cette section peuvent être confirmées par la base de données cinématographiques IMDb,  présente dans la section « Liens externes ».
- Titre original : シン・ウルトラマン
- Titre français : Shin Ultraman
- Réalisation : Shinji Higuchi
- Scénario : Hideaki Anno
- Musique : Shirō Sagisu
- Pays de production :  Japon
- Format : couleur — 2,39:1
- Genre : action
- Durée : 112 minutes
- Dates de sortie :
  - Japon : 13 mai 2022
  - France : 29 octobre 2022 (Utopiales à Nantes)[1]

## Distribution
- Takumi Saitō (VF : Guillaume Escaffre) : Shinji Kaminaga
- Masami Nagasawa (VF : Mounia Bennis) : Hiroko Asami
- Hidetoshi Nishijima (VF : Hamza Touijri) : Kimio Tamura
- Daiki Arioka (en) (VF : Adrien Caminada) : Akihisa Taki
- Akari Hayami (VF : Hélène Tran) : Yumi Funaberi
- Tetsushi Tanaka (VF : Brahim Bihi) : Tatsuhiko Munakata

## Distinctions
- Festival international du film fantastique de Neuchâtel 2022 : sélection en compétition asiatique
- Utopiales 2022 : sélection en compétition
- Hallucinations collectives 2023 : film d'ouverture